# بوناتشي دي الاركون
بلدية بوناتشي دي الاركون (بالإسبانية: Buenache de Alarcón)‏، هي إحدى بلديات مقاطعة قونكة إحدى مقاطعات إسبانيا، و التي تقع في منطقة قشتالة لا منتشا وسط البلاد، و المائلة لجهة الشرق من إسبانيا.
يبلغ عدد سكانها 665 نسمة وفقاً لإحصائية سنة (2007).